# پارک دولتی

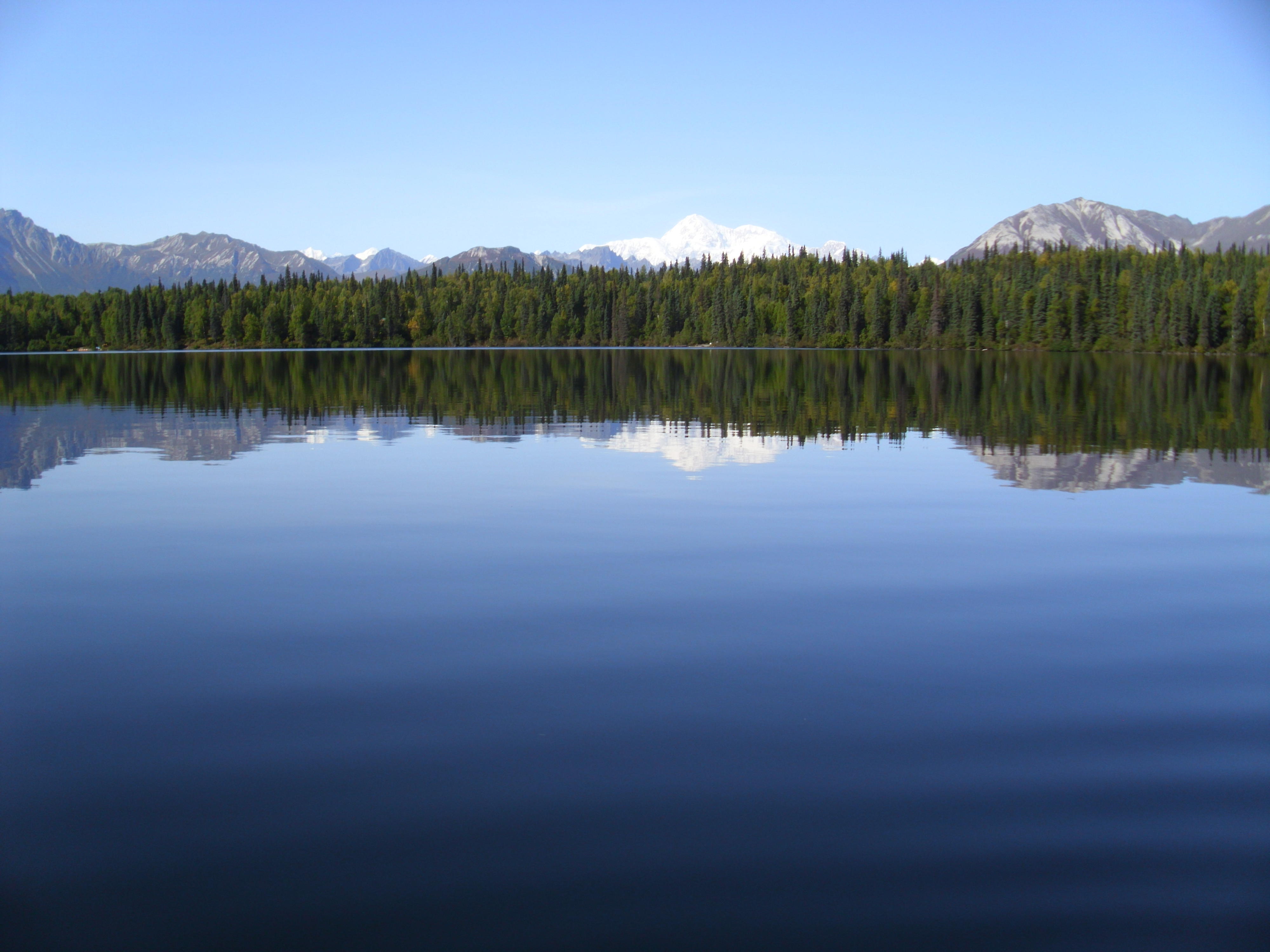
پارک ایالتی دنالی، آلاسکا

پارک‌های دولتی (به انگلیسی: State park)، پارک‌ها یا دیگر مناطق حفاظت‌شده‌ای هستند که در سطح زیر ملی در آن کشورها مدیریت می‌شوند که از «دولت» به عنوان یک زیربخش سیاسی استفاده می‌کنند. پارک‌های ایالتی معمولاً توسط یک ایالت برای حفظ یک مکان به دلیل زیبایی طبیعی، علاقهٔ تاریخی یا پتانسیل تفریحی آن ایجاد می‌شوند. پارک‌های دولتی در مدیریت دولت هر ایالت ایالات متحده، برخی از ایالت‌های مکزیک و در برزیل وجود دارد. این اصطلاح در ایالتهای ویکتوریا و نیو ساوت ولز استرالیا نیز استفاده می‌شود. اصطلاح معادل مورد استفاده در کانادا، آرژانتین، آفریقای جنوبی و بلژیک، پارک استانی است. سیستم‌های مشابهی از پارک‌های نگهداری‌شده توسط دولت محلی در کشورهای دیگر وجود دارد، اما این اصطلاح‌ها متفاوت هستند.